# Патті Дьюк
Анна Мері «Патті» Дьюк (англ. Anna Marie «Patty» Duke; 14 грудня 1946 — 29 березня 2016) — американська акторка, співачка, політична та профспілкова діячка, активістка психічного здоровя. Володарка премій «Оскар», «Золотий глобус» та «Еммі».

## Ранні роки
Народилася 14 грудня 1946 в нью-йоркському районі Квінс, в родині касирки Френсіс і водія таксі Джона Патріка Дьюка. Її батько був ірландцем, а бабуся по материнській лінії — німкенею.
Її сім'я була не дуже вдалою: батько мав алкоголізм, а у матері були часті депресії, вона була схильна до насильства. Коли Анні Мері виповнилося 6 років, її мати пішла від батька, забравши дочку з собою.
У восьмирічному віці Дьюк виявили агенти Джон і Етель Росс, що вирішили зробити з неї дитину-акторку. Вони ж в той час стали фактично опікунами для неї, змінили її ім'я на сценічне Патті Дьюк, сподіваючись, що вона досягне такого ж успіху, як Патті Маккормак.

## Кар'єра
Акторську кар'єру Дьюк почала на телебаченні в одній з мильних опер. Першу головну роль зіграла в бродвейській п'єсі «Створивши диво» протягом двох років. У 1962 вийшла екранізація п'єси також з Дьюк в головній ролі, яка принесла їй премію «Оскар» як «найкращій акторці другого плану», а також «Золотий глобус» як найкращій акторці. У 1963 стала ведучою своєї власної телевізійної програми «Шоу Патті Дьюк», яка протрималася в ефірі три сезони і принесла їй першу номінацію на «Еммі».
Попри успішну кар'єру, в особистому житті у Дьюк були проблеми. Її агенти, Джон і Етель Росс, фактично керували її життям і заробітками. Патті Дьюк і її мати отримували від них тільки жалюгідні копійки на життя. До того ж, завдяки їм у житті юної акторки з'явився алкоголь, через який в майбутньому у неї були великі проблеми. Вільною від агентів вона стала лише у 18 років.
У 1960-х Патті Дьюк зайнялася музичною кар'єрою, записавши кілька пісень, які потрапили в Top 40, серед яких «Do not Just Stand There» в 1965 і «Dona Dona» в 1968. У 1970 вона отримала першу премію «Еммі» за роль у телевізійному фільмі «Мій дорогий Чарлі». У наступні роки Дьюк в основному працювала на телебаченні, з'явившись у великій кількості телефільмів і серіалів, при цьому знявшись лише кілька разів на великому екрані. Найбільш знаменитими її кіноролями тих років стали Наталі Міллер у фільмі «Я, Наталі» (1969), за яку вона була удостоєна другої премії «Золотого глобуса», та Рита у фільмі «Рой» (1978).
У 1977 Дьюк стала володаркою другої премії «Еммі» за роль у міні-серіалі «Капітани і королі», а в 1980 знову отримала цю премію за роль у телевізійній версії фільму «Створивши диво». У 1985 Дьюк була обрана очільницею Гільдії екранних акторів, на посаді була до 1988.
У 2002 акторка з'явилася на Бродвеї в ролі тітки Еллер в мюзиклі «Оклахома!». У грудні 2007 була нагороджена почесним докторським ступенем Університету Північної Флориди за свою роботу в області психічного здоров'я людини.
Патті Дьюк є авторкою автобіографії «Call Me Anna» (1987) і «Brilliant Madness: Living with Manic Depressive Illness» (1992).

## Особисте життя
У 18 років Патті Дьюк вступила в шлюб з 31-річним режисером Гаррі Фалком. У час у неї почалися проблеми з алкоголем, які супроводжувалися кількома спробами самогубства. Через чотири роки шлюб розпався. У 1970-ті мала стосунки з актором Джоном Астіном. Також зустрічалася з сином Люсіль Болл Дезі Арназом, відносини з яким були недовговічні, оскільки та активно виступала проти.
У 1970 році одружилася з промоутером Майклом Теллом, шлюб був анульований через два тижні. Незабаром Дьюк заявила, що вагітна. У пресі повідомлялося, що батьком є Дезі Арназ, хоча Дьюк стверджувала, що Джон Астін. 25 лютого 1971 вона народила сина Шона Астіна.
У 1972 Дьюк одружилася з Джоном Астіном, який визнав Шона своїм сином, а в 1973 народила другого сина, Маккензі Астіна. Під час шлюбу багато працювали разом з чоловіком. Акторка навіть додала до свого імені прізвище чоловіка. У 1985 Патті Дьюк розлучилася з Джоном Астіном. Через рік пошлюбила сержанта Майкла Пірса і переїхала в штат Айдахо, де вони разом займалися вихованням її молодшого сина.
У 1982 у неї було діагностовано біполярний афективний розлад, але завдяки своєчасному і якісному лікуванню її здоров'я з часом нормалізувався.
Патті Дьюк померла від сепсису під час розриву кишечника.

## Фільмографія

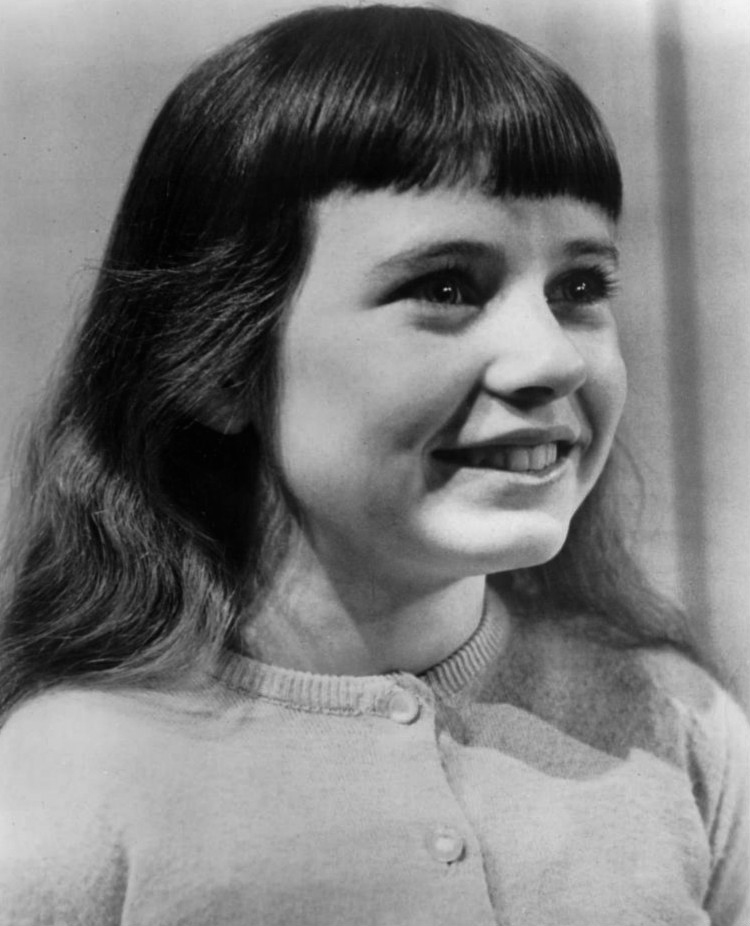
Патті Дьюк (1959)

- Country Music Holiday, regia di Alvin Ganzer (1958)
- La divina (The Goddess), regia di John Cromwell (1958)
- Divieto d'amore (Happy Anniversar), regia di David Miller (1959)
- Delitto in quarta dimensione (4D Man), regia di Irvin S. Yeaworth Jr. (1959)
- Anna dei miracoli]] (The Miracle Worker), regia di Arthur Penn (1962)
- Billie (film 1965)|Billie]], regia di Don Weis (1965)
- The Daydreamer, regia di Jules Bass (1966)
- La valle delle bambole (Valley of the Dolls), regia di Mark Robson (1967)
- Me, Natalie, regia di Fred Coe (1969)
- Quella casa sulla collina (My Sweet Charlie), regia di Lamont Johnson (1970)
- A un passo dalla morte (You'll Like My Mother), regia di Lamont Johnson (1972)
- Swarm (The Swarm), regia di Irwin Allen (1978)
- By Design, regia di Claude Jutra (1982)
- September Gun, regia di Don Taylor (1983)
- George Washington (TV miniseries) — Марта Вашингтон (1984)
- George Washington II: The Forging of a Nation (TV miniseries) — Марта Вашингтон (1986)
- Il dubbio degli dei (Willy/Milly), regia di Paul Schneider (1986)
- A un passo dalla morte (Fight for Life), regia di Elliot Silverstein (1987)
- The Hitch-Hikers, regia di Alan Bergmann (1989)
- Amityville Horror — La fuga del diavolo (Amityville: The Evil Escapes), regia di Sandor Stern (1989)
- Chi ha ucciso mia figlia? (A Killer Among Friends), regia di Charles Robert Carner (1991)
- Прелюдія до поцілунку (Prelude to a Kiss), режисер Норман Рене (1992)
- Сезон чудес (A Season for Miracles) — янгол (1999)
- Kimberly, regia di Frederic Golchan (1999)
- Wrong Turn, regia di Steve Danton (2003)
- Bigger Than the Sky, regia di Al Corley (2005)
- Colpo di fulmine (Falling in Love with the Girl Next Door), regia di Armand Mastroianni (2006)
- The Four Children of Tander Welch, regia di Ashlon Langley (2007)

## Нагороди
- «Оскар»

1963 — «Найкраща акторка другого плану» («Створивши диво»)
- «Золотий глобус»

1963 — «Найкраща акторка» («Створивши диво»)
1970 — «Найкраща акторка в комедійному фільмі» («Я, Наталі»)
- «Еммі»

1970 — «Найкраща акторка в міні-серіалі або фільмі» («Мій дорогий Чарлі»)
1977 — «Найкраща акторка в міні-серіалі або фільмі» («Капітани і королі»)
1980 — «Найкраща акторка в міні-серіалі або фільмі» («Створивши диво»)